# 熊谷寺 (熊谷市)
熊谷寺（ゆうこくじ）は、埼玉県熊谷市仲町にある浄土宗の寺院である。山号は蓮生山（れんせいざん）。

## 歴史
当地は平安時代末から鎌倉時代初期の武士熊谷直実の出身地であり、出家後の直実が蓮生法師として往生した場所と伝えられている。直実は建久4年（1193年）頃出家して法力房蓮生と称した。その後、関東に帰った時、熊谷館の一郭に庵を結んで僧俗に開放して教えを説いたと言う。なお、『新編武蔵風土記稿』によれば文禄4年（1595年）に中山道を付け替えた際に熊谷寺の裏手（北側）にあった街道を現在の形にした（南側）に移したとする記述があり、この時に熊谷寺はかつての館の堀ノ内から切り離されたと言う。
熊谷寺は、その庵の跡に智誉幡随意白道上人が、天正19年（1591年）に建立したものと言われている。

## 著名人の墓
- 法力房蓮生（熊谷直実）[3] - 平安時代末から鎌倉時代初期の武士、僧。

## 交通アクセス
国道17号（中山道）鎌倉町交差点北側にある八木橋百貨店と埼玉縣信用金庫本店間の市道突き当たりにある。
- JR高崎線・上越新幹線・秩父鉄道 熊谷駅より、国際十王バスまたは朝日バス約5分 「熊谷寺前（ゆうこくじまえ）」停留所下車。
- 熊谷駅より徒歩15分。
- 秩父鉄道 上熊谷駅より徒歩7分。

なお、基本的には常時閉門されており、特別行事の開催時等を除き、特別な許可を得ない限り、参拝等境内への立ち入りはできない。